# 徒桜
『徒桜』（あだざくら）は、畑中晋太郎による舞台作品。
2018年1月30日から2月4日まで、東京・劇場MOMOにて上演され、2020年8月13日から8月16日まで、東京・ザ・ポケットにて再演された。
両公演でのキャッチコピーは「桜の木の下、君に恋をした。」。    
この舞台作品を原案とした映画が、2021年10月29日に公開された。

## キャスト（舞台）
※ 2018年
Ⓐcast
- 山田一平：西原健太
- 小野寺真理：赤池紗也加

- 安東明：搗宮姫奈
- 山田和：赤石ノブ
- 藤崎浩太：荒澤守
- 浜賢悟：坪田ヒロキ
- 小早川景子：矢新愛梨
- 西山なつみ：岡本美歌
- 佐々木春：金子雅
- アサミ：生田善子

Ⓑcast
- 山田一平： 砂原健佑
- 小野寺真理：赤池紗也加
- 安東明：藤原亜紀乃
- 山田和：赤石ノブ
- 藤崎浩太：高山綾平
- 浜賢悟：河本祐貴
- 小早川景子：新川悠帆
- 西山なつみ：青柳伽奈
- 佐々木春：安楽楓
- アサミ：生田善子

※ 2020年
- 栗原大河、窪田美沙、岡本尚子、柳原凛、生田善子
- 林瑞貴、真野未華、きたつとむ、園山ひかり、宮内桃子

## スタッフ（舞台）
※ 2020年
- 脚本・演出：畑中晋太郎
- 舞台監督：森貴裕(M.T.Lab)
- 舞台美術：仁平祐也
- 音響：葵能人(ノアノオモチャバコ)
- 照明：LICHT-ER
- 音楽：大倉浩子
- 作詞：畑中晋太郎
- 歌唱：由井香穂里、生田善子
- 宣伝美術：ワンツーパンチ！
- スチール撮影：園田昭彦
- 衣裳プラン：moco
- 衣裳アシスタント：TAKE、koyuki
- ヘアメイク：赤井瑞希
- 制作：鎌田亜沙佳
- グッズ協力：奥村徳啓(メイブンK2)
- 主催・製作：SAB-on

## 映画
舞台作品を原作として、2021年10月29日に公開された日本映画。監督は畑中晋太郎、主演は中尾拳也と元「HKT48」の兒玉遥。
福岡で暮らす高校生たちの何気ない日常や恋、夢をリアルに写し出す中で、今を生きることの大切さや儚さを問いかける青春ドラマが描かれる。
キャッチコピーは、「「今日」という日の、花を摘む。」。

### キャスト
山田一平（やまだ いっぺい）
演 - 中尾拳也
高校3年生、バスケ部。真里とは予備校が一緒。
親友でありコンビだった浩太とはよく一緒にいる。
小野寺真里（おのでら まり）
演 - 兒玉遥
女子高の3年生。明の親友。
1年前の花見で一平と出会ってから、一平に想いを寄せている。
安東明（あんどう めい）
演 -  岡本尚子
真里の親友。一平とは幼馴染。
自身も一平に惹かれていたが、気持ちを隠して真理を応援している。
高校卒業後はフランスへ留学したいと考えている。
藤崎浩太（ふじさき こうた）
演 - 永田崇人
高校三年生、バスケ部。一平の親友であり幼馴染。
偶然再会したアサミに想いを寄せている。
理恵（りえ）
演 -  麻倉もも
大学生。うどん屋で働いている。
山田和（やまだ かず）
演 -  財木琢磨
一平の兄。就職活動で地元に帰ってきている。
浩太と明も兄のように慕っている。
アサミ
演 -  夕帆
浩太の通う病院に入院中の女性。
遠山隆二（とおやま りゅうじ）
演 -  馬越琢己
浩太が通う病院の受付スタッフ。浩太と仲がいい。
小早川景子（こばやかわ けいこ）
演 -  塩田みう
一平たちと中学の同級生。高校のバスケ部でエース。
佐々木春（ささき はる）
演 -  仲美海
景子と同じ高校でのバスケ部。
西山 なつみ（にしやま なつみ）
演 -  藤木さら
一平たちと中学の同級生。
太一（たいち）
演 -  篠原嵩人
和の同級生。一平たちがよく通うカフェのオーナー。

#### 浩太の専門学校の同級生（2年後）
賢悟（けんご）
演 -  飛葉大樹
浩太と一番仲がよくなる。
美玲（みれい）
演 -  石原千尋
お酒が強い。
彩花（あやか）
演 -  小麦
料理が上手。

### スタッフ
- 監督・脚本：畑中晋太郎
- 助監督：白田誠哉
- 撮影：板垣優天
- 撮影監修：嶋根義明
- 音楽：大倉浩子
- 録音：赤塚美幸、海野智陽
- 整音：高田義紀、南裕貴弥
- スタイリスト：moco
- ヘアメイク：田浦咲子、天野由樹子、柴田麻衣子
- 撮影助手：武田邦彦
- 宣伝美術：ワンツーパンチ！
- 制作：田村專一　猪狩和真、山中弦也
- スチール：奥村徳啓
- Webデザイン：奥村和久
- プロデューサー：篠原雄介
- 制作プロデューサー：鈴木慎太郎
- エグゼクティブプロデューサー：畑中晋太郎
- 助成：文化庁文化芸術活動継続支援事業
- 協賛：釜揚げ牧のうどん
- 宣伝・配給：SAB-on
- 製作：映画「徒桜」製作委員会

### 主題歌・挿入歌
- 主題歌「徒桜」kaori・小島ことり (作詞:畑中晋太郎 作曲:大倉浩子)
- 挿入歌「lampoon」榛子 (作詞:榛子 作曲:和田 春)